# Spółka hultajska
Spółka hultajska (Das Lumpengesindel) – baśń opublikowana przez braci Grimm w 1812 roku w zbiorze Baśni (tom 1, nr 10).

## Treść[1]
Kogut i Kura wybrali się razem na orzechy. Kiedy już najedli się nimi, zdecydowali się zrobić powóz z łupiny i nim wrócić do domu. Zaczęli się jednak sprzeczać, które z nich ma ciągnąć „wóz”. W międzyczasie na miejsce przybyła Kaczka, która była zła, że zjedli wszystkie orzechy. Doszło do bójki, ale Kaczka została pokonana. Za karę została zaprzężona do łupiny i musiała ich ciągnąć. Po drodze spotkali Igłę i Szpilkę, które także wsiadły do łupiny i zabrały się z nimi. Tak dojechali do karczmy, gdzie postanowili przenocować. Karczmarz przyjął ich niechętnie pod swój dach, gdyż grupa wydała mu się podejrzana. Uległ dopiero, kiedy obiecali zapłacić jajkiem zniesionym przez Kurę i oddać Kaczkę. Nad ranem Kura i Kogut zjedli jajko, a skorupki wyrzucili do pieca. Potem wymknęli się z karczmy, wcześniej wbijając Igłę w krzesło karczmarza, a Szpilkę w jego ręcznik. W tym samym czasie także Kaczka uciekła nie chcąc dalej ciągnąc wozu.
Kiedy Karczmarz wstał rano, został ukłuty zarówno przez Igłę, jak i Szpilkę, a skorupka jajka z pieca wleciała mu do oczu. Postanowił nigdy więcej nie wpuszczać takich obdartusów do swojej gospody.